# Корецкий, Данил Аркадьевич
Дани́л Арка́дьевич Коре́цкий (родился 4 августа 1948) — советский и российский учёный-правовед, специалист в сфере криминологии, писатель и сценарист, доктор юридических наук, профессор, Заслуженный юрист Российской Федерации, Почётный сотрудник МВД, полковник милиции в отставке.
62 написанных им художественных произведений выдержали более 200 изданий, общим тиражом свыше 20 миллионов экземпляров. Некоторые произведения переведены на иностранные языки и известны во многих странах мира. По его романам и сценариям снято три художественных фильма и три многосерийных телевизионных фильма. Также является автором 260 научных работ, более 400 судебных очерков и статей в центральных и местных газетах и журналах. Автор 15 предложений, вошедших в законы и практику, разработчик альтернативного «Закона об оружии». Член Союза Российских писателей.

## Биография
Родился 4 августа 1948 года в Ростове-на-Дону в семье врачей — стоматолога Аркадия Львовича и кардиолога Юлии Георгиевны Корецких. Бабушки — Глотова Нина Григорьевна и Корецкая Мария Доновна. Дедушка Корецкий Лев Григорьевич. 
При рождении отец хотел дать мальчику имя Дон, в честь своего брата, геройски погибшего в Великой Отечественной войне. Однако в ЗАГСе отказались регистрировать это имя, сославшись на то, что такого имени ни в каких списках нет. То, что отцом были представлены документы погибшего брата с именем Дон, ничего не изменило. Тогда мальчика зарегистрировали Данилом с одной «и» в имени, вопреки классическому имени Даниил. В детстве Данил мечтал стать журналистом и сыщиком.
В 1967 году окончил Ростовский радиотехнический техникум, в 1972 году — юридический факультет Ростовского университета.

## Служебная деятельность
После окончания юридического факультета в 1972 году, Корецкий работал следователем прокуратуры Кировского района города Ростова-на-Дону. 

Была у нас группа одна — лазили по подвалам, взламывали замки… Ну, безнадзорники — из дома уходили, надо было что-то есть, пить, курить. Воровали из ларьков, киосков — их раньше много было — восьмиугольные будки с остроконечной крышей, старожилы должны, помнить. Разбивали стекло и «выносили» вино, колбасу, сигареты, хлеб. Однажды забрались с краденым на чердак строительного института, устроились на ночлег, наелись, напились, закурили — и подожгли чердак.
А дежурный следователь — капитан, в возрасте, грузный — не стал ночью на крутую скользкую крышу вылазить: отговорился, что, мол, в окошко пролезть не смог. Но все поняли, что к чему, и смеялись: мол, вот следователи как разжирели… Я, кстати, был совсем худой. Но молва пошла, прокурор ругался, только капитану тому было не до веселья.
— О ворах, бандитах и «Слове пацана»: интервью с автором «Антикиллера» и следователем Корецким
В 1975 году был назначен старшим научным сотрудником первого в стране отдела криминологических исследований Центральной Северо-Кавказской лаборатории судебных экспертиз Министерства юстиции РСФСР. Работал там до 1980 года. С 1981 по 2011 год служил в Ростовском факультете Академии МВД СССР,  впоследствии преобразованном в Ростовский юридический институт МВД РФ (кафедра криминологии и уголовно-исполнительного права). Был первым начальником этой кафедры. С 2011 года — профессор юридического факультета Южного Федерального университета (кафедра уголовного права и криминологии).
Уже в самом начале деятельности пробует писать повести и романы на криминальные темы. Несмотря на то, что Корецкий был примерным следователем, руководители относились к нему насторожено из-за его аристократических привычек, фамилии и увлечений литературой. В партию его не приняли, что, впрочем, не затормозило карьерный рост.

## Творчество
Автор более четырёхсот судебных очерков и статей в центральных и местных газетах и журналах. Принимал участие в телевизионных передачах: «Тема», «Что? Где? Когда?», «Национальный интерес», «Культурная революция», «Слушается дело», «К барьеру!», «Всё сразу!», «Агентство специальных расследований», «Рождённый в СССР».
Основное направление в творчестве Корецкого — криминальные сюжеты, частично основанные на реальных событиях и уголовных делах. Главные герои произведений Данила Аркадьевича часто имеют своих реальных прототипов. Например, с ветерана МВД Николая Ивановича Бычкова, который работал ещё в НКВД, при Берии и ходил в немецкий тыл в составе диверсионной группы, «списан» персонаж ветеран-оперуполномоченный Игнат Филиппович Сизов «Старик». Прототипом Филиппа Коренева (Лиса), героя романов серии «Антикиллер», являлся инспектор уголовного розыска Анатолий Рублёв, который имел прозвище Лис. Многие реальные эпизоды его жизни, которые вошли в романы, иногда воспринимаются, как выдумки автора. К сожалению, Рублёв рано умер от инфаркта. Другой знакомый Корецкого командовал группой захвата, воевал в Чечне, и, к тому же сочинял очень хорошие, жизненные песни. Он был прототипом командиров спецподразделений в романах Данила Аркадьевича.
Нередко в сюжеты Корецкого (циклы «Рок-н-ролл под Кремлём», «Знаки Волка» и «Пешка в большой игре», отдельные произведения «Атомный поезд», «Спасти посольство» и др.) автором вплетаются элементы мистики и фантастики, основанные на сюжетах российских городских легенд (крысы-мутанты в московском метро, Метро-2 и т.п.) и нехарактерные для общей сюжетной направленности книг. Также в нескольких книгах Корецким затрагиваются темы диггерства и поисков Либереи.

### Лингвистический профиль
Длина предложений в произведениях — средняя, умеренно используются диалоги. Количество прилагательных и глаголов сбалансировано, процент использования средний. Служебные слова (местоимения, предлоги, союзы, междометия, частицы и вводные слова) — используются крайне редко.

## Научная деятельность
Автор 250 научных работ, один из разработчиков опубликованного законопроекта «О правовом режиме оружия», в юридической науке основоположник и разработчик «криминальной армалогии»: учения о правовом режиме оружия, изучает проблемы предупреждения вооруженной, бытовой и различных видов современной преступности. Под его научным руководством защищены тридцать пять кандидатских диссертаций и одна докторская. Пятнадцать высказанных им в научных публикациях предложений по совершенствованию законодательства, впоследствии нашли отражение в законах «Об оружии», Уголовном кодексе России и других нормативных актах. Занимаясь научно-педагогической деятельностью, Д. А. Корецкий не отрывался от практики. Его научно-практические пособия по проблемам боевого применения оружия использовались при обучении сотрудников органов внутренних дел и специальной (правительственной) связи.  В 1992 году им была проведена служебно-уставная экспертиза по резонансному уголовному делу о применении оружия сотрудниками милиции Т. и Б. в поезде "Новороссийск - Томск" (опубликована в альманахе МВД России "Профессионал", 2012 г, № 2, с. 32-36), этот факт описан в романе "Антикиллер-2" и вошёл в одноимённый фильм, но главное - сержант Т., которому прокурор просил 12 лет колонии, был освобождён в зале суда.

## Награды и премии
- Медаль ордена «За заслуги перед Отечеством» II степени (1999)
- Почётный сотрудник МВД РФ (2001)
- Медали «За безупречную службу» 1, 2 и 3 степени (1995, 2000, 2005)
- Медаль Государственной Российской Академии Ракетных и Артиллерийских наук (РАРАН) "За заслуги в создании вооружения и военной техники" (2000)
- Медаль «200 лет МВД России» (2002)
- Медаль "За отличие в службе" (2004)
- Памятный знак "90 лет ГРУ ГШ ВС РФ" (2008)
- Серебряная медаль ФСИН "За вклад в развитие уголовно-исполнительной системы России" (2009)
- Нагрудный знак «За отличную службу в МВД» (1994)
- Высшая юридическая премия «Фемида» (2004)
- Четыре литературные премии МВД СССР и МВД РФ.
- Заслуженный юрист России (2005).
- Медаль "За вклад в укреплении международного полицейского содружества"(2018)
- Памятный знак "100 лет ГРУ ГШ ВС РФ" (2018)
- Медаль "За доблестный труд на благо Донского края" за многолетнюю эффективную деятельность по реализации в Ростовской области конституционных полномочий Президента Российской Федерации по помилованию (2023)
- Награждён именным оружием[6]

## Увлечения
По словам Данила Аркадьевича Корецкого, его хобби литература, когда занят наукой и наука, когда занят литературой. Любимые писатели — Джон Ле Карре и Том Клэнси. Любимые блюда — шашлык и раки. Любимый автомобиль — «Тойота».

## Семья
Жена Анна. Сын Аркадий — судья Ростовского областного суда. Внуки Даниил и Анастасия.

### Циклы произведений
- Опер Крылов
  - (1988) — Свой круг
  - (1988) — Принцип карате
  - (1991) — Задержание
  - (1992) — Смягчающие обстоятельства
  - (1993) — Ведётся розыск
  - (1993) — Привести в исполнение
- Антикиллер
  - (1994) — Вопреки закону
  - (1995) — Антикиллер
  - (1998) — Антикиллер 2
  - (2009) — Антикиллер 3: Допрос с пристрастием
  - (2012) — Антикиллер 4: Счастливых бандитов не бывает
  - (2014) — Антикиллер 5: За своего
  - (2016) — Антикиллер 6: Справедливость точно не отмеришь
- Пешка в большой игре
  - (1995) — Пешка в большой игре
  - (1995) — Акция прикрытия
  - (1996) — Основная операция
- Оперативный псевдоним
  - (1997) — Оперативный псевдоним
  - (1999) — Подставная фигура
  - (2005) — Код возвращения
- Секретные поручения
  - (1998) — Секретные поручения
  - (2006) — Секретные поручения-2
- Знаки «Волка»
  - (2000) — Татуированная кожа
  - (2003) — Расписной (Адрес командировки — тюрьма)
  - (2011) — По следу Чёрта
- Похититель секретов
  - (2003) — Парфюм в Андорре (Похититель секретов)
  - (2007) — Русская зима в Вене (Похититель секретов)
  - (2007) — Жаркое рождество в Дубае (Похититель секретов)
  - (2009) — Маяк в (Похититель секретов-2)
  - (2009) — Бехеровка на аперитив (Похититель секретов-2)
  - (2013) — Эмблема с секретом (Похититель секретов-3)
  - (2021) — Тени чёрного волка (Похититель секретов-4)
  - (2022) — Спасти мир в одиночку(Похититель секретов-5)
- Рок-н-ролл под Кремлём
  - (2004) — Атомный поезд
  - (2007) — Рок-н-ролл под Кремлём
  - (2008) — Рок-н-ролл под Кремлём. Книга 2. Найти шпиона
  - (2009) — Рок-н-ролл под Кремлём. Книга 3. Спасти шпиона
  - (2011) — Рок-н-ролл под Кремлём. Книга 4. Ещё один шпион
  - (2012) — Рок-н-ролл под Кремлём. Книга 5. Освобождение шпиона
  - (2014) — Рок-н-ролл под Кремлём. Книга 6. Шпионы и все остальные
- Менты не ангелы
  - (2011) — Менты не ангелы, но…
- Перстень Иуды
  - (2012) — Перстень Иуды (в соавторстве с Сергеем Куликовым)
  - (2013) — Музейный артефакт (Перстень Иуды-2)
  - (2015) — По понятиям Лютого (Перстень Иуды 3)
  - (2018) — Усмешка Люцифера (Перстень Иуды 4)
  - (2021) — За тридцать тирских шекелей (Перстень Иуды 5)
- Меч «Немезиды»
  - (2010) — Меч «Немезиды»
  - (2014) — Кто не думает о последствиях… (Меч «Немезиды»-2)
  - (2015) — Время «мечей»… (Меч «Немезиды»-3)
- «Сандал»
  - (2016) — «Сандал» пахнет порохом (в соавторстве с И. Текаловым)
  - (2019) — «Сандал», которого не было
- «Золушка»
  - (2019) — Лабутены для Золушки
  - (2020) — Алмазы для Золушки

### Сериалы
- Криминальные приключения (цикл рассказов)
  - (1984) — Логика выбора
  - (1990) — Чего не может делать машина
  - (1995) — Стерильная планета
  - (1995) — Код справедливости
  - (1995) — Охота
  - (1995) — Шок
  - (1995) — Трефовый туз
  - (1995) — Двое
  - (1995) — Ошибка
  - (1995) — В конечном счёте

### Романы
- (1988) — Принцип карате
- (1991) — Привести в исполнение
- (1992) — Смягчающие обстоятельства
- (1994) — Пешка в большой игре
- (1995) — Антикиллер
- (1995) — Акция прикрытия
- (1996) — Основная операция
- (1997) — Оперативный псевдоним
- (1998) — Антикиллер-2
- (1998) — Секретные поручения
- (1999) — Подставная фигура
- (2000) — Татуированная кожа
- (2003) — Расписной
- (2004) — Атомный поезд
- (2005) — Код возвращения
- (2006) — Секретные поручения-2
- (2007) — Рок-н-ролл под Кремлём
- (2008) — Рок-н-ролл под Кремлём. Книга 2. Найти шпиона
- (2009) — Антикиллер 3: Допрос с пристрастием
- (2009) — Рок-н-ролл под Кремлём. Книга 3. Спасти шпиона
- (2009) — Отдалённые последствия. Иракская сага
- (2010) — Меч Немезиды
- (2010) — Когда взорвётся газ?
- (2011) — Рок-н-ролл под Кремлём. Книга 4. Ещё один шпион
- (2011) — По следу чёрта (Татуированная кожа-3)
- (2011) — Менты не ангелы, но…
- (2012) — Рок-н-ролл под Кремлём. Книга 5. Освобождение шпиона
- (2012) — Перстень Иуды (в соавторстве с Сергеем Куликовым)
- (2012) — Антикиллер-4. Счастливых бандитов не бывает
- (2012) — Охота на охотника (сюжет х/ф Хищник 1987 г. США)
- (2013) — Эмблема с секретом (Похититель секретов-3)
- (2013) — Музейный артефакт (Перстень Иуды-2)
- (2013) — Рок-н-ролл под Кремлём. Книга 6. Шпионы и все остальные
- (2014) — Джекпот для лоха
- (2014) — Спасти посольство
- (2014) — Кто не думает о последствиях (Меч Немезиды-2)
- (2014) — Антикиллер-5. За своего
- (2015) — Время мечей (Меч Немезиды-3)
- (2015) — Логика выбора (роман - расширенный вариант рассказа 1984 года)
- (2015) — Найти Сатану
- (2015) — По понятиям Лютого (Перстень Иуды 3)
- (2016) — Антикиллер-6 Справедливость точно не отмеришь.
- (2016) — «Сандал» пахнет порохом (в соавторстве с И. Текаловым)–
- (2017) — Большой куш
- (2018) — Две жизни комэска Семёнова
- (2018) — Усмешка Люцифера (Перстень Иуды 4)
- (2019) — «Сандал», которого не было
- (2019) — Лабутены для Золушки
- (2020) — Падение Ворона
- (2020) — Алмазы для Золушки
- (2020) — Горячий угон
- (2021) — За тридцать тирских шекелей (Перстень Иуды 5)
- (2021) — Тени чёрного волка
- (2022) — Спасти мир в одиночку
- (2023) — Возвращение не гарантируется
- (2023) — Пин-код для Золушки

### Повести и рассказы
- (1984) — Логика выбора
- (1985) — Адмиральский кортик
- (1988) — Свой круг (расширенная версия «Адмиральского кортика»)
- (1990) — Флешь-атака
- (1990) — Чего не может делать машина
- (1991) — Задержание
- (1993) — Ведётся розыск
- (1994) — Вопреки закону
- (1995) — В конечном счёте
- (1995) — Двое
- (1995) — Код справедливости
- (1995) — Охота
- (1995) — Ошибка
- (1995) — Стерильная планета
- (1995) — Трефовый туз
- (1995) — Шок
- (2003) — Парфюм в Андорре
- (2003) — Адрес командировки — тюрьма
- (2007) — Жаркое рождество в Дубае
- (2007) — Русская зима в Вене
- (2009) — Бехеровка на аперитив
- (2009) — Маяк в Борсхане
- (2010) — Закон и молоток

### Документальные произведения
- (2007) — Время невиноватых
- (2007) — Эликсир Мефистофеля
- (2025) --- Зелёный следак

### Сборники
- (1998) — Разящий удар
- (2000) — Ментовская работа
- (2000) — Опер по прозвищу «Старик»
- (2007) — Похититель секретов
- (2009) — Похититель секретов — 2

### Прочие произведения
- (1997) — Комплексное криминологическое исследование тяжких преступлений, совершаемых с применением оружия.
- (2003) — Личность вооружённого преступника и предупреждение вооружённых преступлений. (Соавтор: Л. М. Землянухина).
- (2003) — Уголовно-правовой режим средств самообороны. Спецкурс по криминальной армалогии
- (2003) — Оружие в судебной практике. (Соавтор: В. В. Золотых)
- (2004) — Бытовые преступления: прошлое и настоящее. (Соавтор: К. А. Мясников)
- (2004) — Современный бандитизм: Криминологическая характеристика и меры предупреждения. (Соавтор: Т. А. Пособина).
- (2005) — Нелетальное оружие: правовой режим
- (2006) — Криминальная армалогия. Учение о правовом режиме оружия
- (2006) — Криминальная субкультура и её криминологическое значение. (Соавтор: В. В. Тулегенов)
- (2006) — Оружие и его незаконный оборот: Криминологическая характеристика и предупреждение. (Соавтор: Э. В. Солоницкая)[7].

## Экранизация произведений

### Полнометражные художественные фильмы
- (2002) — Антикиллер (также существует 3-серийная телевизионная версия)
- (2003) — Антикиллер 2: Антитеррор (также существует 4-серийная телевизионная версия)
- (2007) — Антикиллер Д.К: Любовь без памяти

### Сериалы
- (2003) — Оперативный псевдоним (12 серий)
- (2005) — Оперативный псевдоним 2. Код Возвращения (8 серий)
- (2006) — Секретные поручения (12 серий)
- (2013) — Рок-н-ролл под Кремлём (4 серии)

### Незаконченные проекты
- Пешка в большой игре (10 серий, режиссёр Вячеслав Разбегаев)
- Атомный поезд (8 серий, реж. Андрей Джунковский)
- Рок-н-ролл под Кремлём 2
- По линии контрразведки… (п/м и 8-серийная телевизионная версия, режиссёр Вагиф Мустафаев)